# The Best of Both Worlds (Star Trek: The Next Generation)
"The Best of Both Worlds" é um episódio em duas partes, o vigésimo sexto episódio da terceira temporada e o primeiro da quarta, da série de ficção científica Star Trek: The Next Generation.

## Visão geral
"The Best of Both Worlds" é um significante e aclamado episódio em duas partes de Star Trek: The Next Generation que foi escrito por Michael Piller e dirigido por Cliff Boyle. "Part I" foi ao ar na semana de 18 de junho de 1990 como o último episódio da terceira temporada e terminou como um cliffhanger. "Part II" concluiu a história como o primeiro episódio da quarta temporada durante a semana de 24 de setembro de 1990. Muitos fãs e críticos os consideram como dois dos melhores episódios de toda a franquia Star Trek, tendo atingido um nível quase cinematográfico em história e escala. Com estes episódios, e com a entrada em uma sem precedente quarta temporada, foi considerado que a The Next Generation finalmente emergiu da sombra de sua predecessora. Venceu os Primetime Emmy Award de Melhor Edição de Som para uma Série e Melhor Mixagem de Som para uma Série, tendo ainda sido indicado para "Melhores Efeitos Visuais para uma Série e Melhor Direção de Arte para uma Série.
Os episódios originaram as citações "Resistir é inútil" e "Você será assimilado", que se tornaram parte da cultura popular, algumas vezes uados, por exemplo, para parodiar Bill Gates, Microsoft e outras instituições.
"The Best of Both Worlds" também é notável por sua trilha sonora, composta por Ron Jones, que usa corais sintetizados como o tema dos borg. A trilha recebeu muitos elogios e eventualmente foi lançado como um álbum.

## Enredo

### Parte I
A USS Enterprise-D responde a um pedido de socorro vindo de uma colônia da Federação, descobrindo uma enorme cratera similar a aquelas encontradas nas colônias perto da Zona Neutra Romulana. A Tenente-Comandante Shelby, uma especialista nos Borg, chega para ajudar a tripulação da Enterprise a determinar a causa do desaparecimento da colônia. O Comandante Riker está sendo pressionado a assumir o comando de uma nave própria pela Frota Estelar e Shelby está obstinada a tomar o lugar de Riker como a primeiro oficial não importando sua decisão. Apesar da tensão entre os dois, eles confirmam que a colônia foi assimilada pelos Borg. A Enterprise recebe informações de que um Cubo Borg foi avistado em espaço da Federação, indo interceptá-lo.
Ao encontrar o Cubo, os Borg exigem que o Capitão Picard se entregue. Quando ele se recusa, eles travam um raio trator na Enterprise e começam a cortar uma seção do casco. Shelby sugere alterar as frequências das armas da nave de forma aleatória para impedir que os Borg se adaptem ao ataque. A tática obtém sucesso, e a Enterprise escapa para uma nebula próxima. Geordi La Forge e Wesley Crusher adaptam a técnica de Shelby e trabalham para modificar a antena defletora para atirar uma enorme descarga de energia capaz de destruir o Cubo. Os Borg forçam a Enterprise a sair da nebulosa, invadindo a nave e abduzindo Picard. O Cubo Borg então entra em dobra e vai em direção a Terra, com a Enterprise seguindo.
Riker, agora no comando da nave, se prepara para ir com um grupo de desembarque para dentro do Cubo na tentativa de salvar Picard, porém Troi fala que seu lugar agora é na ponte, e a Tenente-Comandante Shelby acaba liderando o grupo. Abordo do Cubo, os Borg não respondem a presença deles, permitindo a localização do uniforme e do comunicador de Picard. Com a Enterprise não conseguindo manter a perseguição, o grupo destrói nódulos de força dentro do Cubo, forçando sua saída de dobra. Enquanto eles se preparam para serem transportados de volta para a Enterprise, eles avistam Picard, agora assimilado como um zangão Borg. Os Borg contatam a nave, com Picard falando por eles. Ele informa que ele agora é "Locutus dos Borg", e os avisa para se prepararem para a assimilação. Riker, sabendo que o escudo defletor está pronto, dá a ordem para atirar.

### Parte II
A energia do escudo defletor falha em causar algum dano ao Cubo. Locutus revela que ele possui todo o conhecimento de Picard, e que os Borg se prepararam para o ataque. Enquanto o Cubo Borg termina seus reparos, Locutus informa Riker que "Sua resistência é inútil, Número Um", e o Cubo entra em dobra e continua seu curso em direção a Terra, com a desabilitada Enterprise não conseguindo seguir. Ao reportar sua situação para a Frota Estelar, Riker é promovido a Capitão, e recebe a informação que um enorme número de naves está se reunindo em Wolf 359 para parar o Cubo Borg. Monitorando a batalha pelas comunicações subespaciais, fica claro que as coisas não estão indo bem para a Frota Estelar. Quando a Enterprise finalmente chegam em Wolf 359, eles encontram o sistema repleto por inúmeras naves estelares destruídas pelo Cubo, incluindo a Melbourne, a qual Riker tinha sido oferecido com comando.
Riker e o resto da tripulação desenvolvem um plano para resgatar Picard e tentar parar o Cubo. Enquanto a Enterprise segue o Cubo em direção a Terra, eles se oferecem para negociar com Locutus, sendo negados; porém a comunicação permite saber a exata localização dele dentro da nave Borg. A Enterprise se separa, com a seção do disco se movendo para longe da batalha enquanto o casco secundário enfrenta o Cubo, exatamente o plano que Shelby havia sugerido à Picard como alternativa se o ataque do escudo defletor falhasse. Antecipando que Locutus iria apenas se concentrar no casco secundário, Riker faz a seção do disco disparar uma propagação de antimatéria perto do Cubo, perturbando os sensores e permitindo que uma nave auxiliar pilotada por Data e Worf passe pelos escudos Borg, transportando-se para dentro do Cubo, capturando Locutus e escapando. Data e a Dra. Crusher prendem Locutus no laboratório permitindo que o andróide crie uma ligação neural com Locutus para acessar a consciência coletiva dos Borg. Como a última resistência da Terra, Data tenta usar a ligação para desabilitar as armas e os sistemas defensivos dos Borg, porém descobre que eles estão protegidos de interferência externa. Com os Borg à beira de invadir a Terra, Riker ordena um curso de colisão com o Cubo, porém antes de dar a ordem para acionar, Data pede para ele esperar. Picard de alguma forma saiu do controle dos Borg e disse para Data a palavra "dormir". Data consegue usar um comando desprotegido dos Borg para todos irem dormir, desativando suas armas e escudos. A tripulação Enterprise descobre que os Borg podem "acordar" a qualquer momento e decidem destruir o Cubo.
Sem a influência dos Borg, a Dra. Crusher e Data conseguem remover todos os implantes de Picard, apesar dele precisar de tempo para se recuperar tanto física como mentalmente da experiência. Shelby vai para uma força tarefa dedicada a reconstruir a frota. Sozinho em sua sala, Picard olha para a Terra, perturbado por tudo que ocorreu.

## Continuidade
"The Best of Both Worlds" é uma continuação da ameaça Borg indicada primeiramente no episódio "The Neutral Zone", da primeira temporada, e mais tarde confrontada em "Q Who", da segunda.
Dado a sua popularidade, estes episódios foram revisitados várias vezes na franquia Star Trek. O episódio seguinte, "Family", detalha a luta de Picard para se recuperar da assimilação. O conflito com os Borg é referenciado em episódios posteriores da quarta temporada: em "The Wounded", o Capitão Benjamin Maxwell diz a Riker que "todos nós lhe devemos" por derrotar os Borg, enquanto em "The Drumhead" a Almirante Norah Satie interroga Picard sobre sua assimilação como uma forma de humilhá-lo. O desejo de vingança por parte de Picard é um tema central no filme Star Trek: First Contact, com flashbacks mostrando sua captura.
Apesar dos espectadores terem visto apenas o resultado da Batalha de Wolf 359 na segunda parte, cenas da batalha verdadeira apareceram três anos depois no episódio piloto de Star Trek: Deep Space Nine, "Emissary". O protagonista da série, Benjamin Sisko, teve vários oficiais amigos mortos abordo da USS Saratoga, que se perdeu na batalha junto com sua esposa. Sisko é mostrado culpando Picard na morte dela. No episódio "In Die Is Cast", quando um grupo de naves cardassianos e romulanas é destruída pelos Dominion, Sisko compara o massacre a Wolf 359.

## Recepção
Zack Handlen da The A.V. Club deu às duas partes uma nota "A", categorizando ambos os episódios como "espetaculares". Os episódios apareceram na lista dos 100 Momentos Mais Memoráveis da História da TV da TV Guide na edição de julho de 1995, e também em uma outra edição nos 100 Maiores Episódios de TV de Todos os Tempos. Em 2007, para celebrar os 20 anos da série, a Entertainment Weekly fez sua lista dos 10 melhores episódios de The Next Generation, colocando as duas partes de "The Best of Both Worlds" na segunda colocação.